# Maury Povich
Maurice Richard "Maury" Povich (Washington, 1939. január 17. –) amerikai komikus, színész, producer. 
Elsősorban a Maury című talk show házigazdájaként ismert.

## Élete és pályafutása
Amerikai zsidó szülők gyermeke. Apai nagyapja 1878-ban, 12 éves korában emigrált az Egyesült Államokba Litvániából. Középiskoláját 1957-ben, a Landon School-ban végezte, majd 1962-ben a Pennsylvaniai Egyetemen szerzett diplomát televíziós újságírásból.

## Fordítás
- Ez a szócikk részben vagy egészben  a   Maury Povich című angol Wikipédia-szócikk fordításán alapul.  Az eredeti cikk szerkesztőit annak laptörténete sorolja fel. Ez a jelzés csupán a megfogalmazás eredetét és a szerzői jogokat jelzi, nem szolgál a cikkben szereplő információk forrásmegjelöléseként.